# Liste der Biografien/Nieu
Liste der Biografien |
Portal Biografien |
Personensuche
# |
A |
B |
C |
D |
E |
F |
G |
H |
I |
J |
K |
L |
M |
N |
O |
P |
Q |
R |
S |
T |
U |
V |
W |
X |
Y |
Z |
?
 
Na |
Nb |
Nc |
Nd |
Ne |
Nf |
Ng |
Nh |
Ni |
Nj |
Nk |
Nl |
Nm |
Nn |
No |
Nr |
Ns |
Nt |
Nu |
Nv |
Nw |
Nx |
Ny |
Nz
 
Nia |
Nib |
Nic |
Nid |
Nie |
Nif |
Nig |
Nih |
Nii |
Nij |
Nik |
Nil |
Nim |
Nin |
Nio |
Nip |
Niq |
Nir |
Nis |
Nit |
Niu |
Niv |
Niw |
Nix |
Niy |
Niz
 
Nieb |
Niec |
Nied |
Nief |
Nieg |
Nieh |
Niej |
Niek |
Niel |
Niem |
Nien |
Niep |
Nier |
Nies |
Niet |
Nieu |
Niev |
Niew
Die Liste der Biografien führt alle Personen auf, die in der deutschsprachigen Wikipedia einen Artikel haben. Dieses ist eine Teilliste mit 38 Einträgen von Personen, deren Namen mit den Buchstaben „Nieu“ beginnt.

## Nieu

### Nieuh
- Nieuhof, Joan (1618–1672), niederländischer „Weltenbummler“

### Nieuk
- Nieukerken, Erik J. van (* 1952), niederländischer Entomologe und Biologe

### Nieup
- Nieuport, Édouard de (1875–1911), französischer Radrennfahrer, Flugpionier und UnternehmerÉdouard de Nieuport (1875–1911)

Édouard de Nieuport (1875–1911)

### Nieuw
- Nieuwendam, Kirsten (* 1991), surinamische Sprinterin
- Nieuwendyk, Joe (* 1966), kanadischer Eishockeyspieler und -funktionär
- Nieuwenhof, Calem (* 2001), australischer Fußballspieler
- Nieuwenhoff, Willem Frederik van (1843–1907), niederländischer Jesuit
- Nieuwenhout, Bob (* 1951), niederländischer Fußballspieler
- Nieuwenhuis, Anton Willem (1864–1953), niederländischer Ethnologe
- Nieuwenhuis, Caesar Domela (1900–1992), niederländischer Maler und Bildhauer
- Nieuwenhuis, Christiaan Benjamin (1863–1922), niederländischer Fotograf
- Nieuwenhuis, Ferdinand Jacob Domela (1808–1869), niederländischer evangelisch-lutherischer Theologe und Prediger
- Nieuwenhuis, Helmut (* 1952), deutscher Jurist, Richter am Bundesfinanzhof
- Nieuwenhuis, Jacob (1777–1857), niederländischer lutherischer Theologe, mathematischer Logiker und Philosoph
- Nieuwenhuis, Johannes († 1810), niederländischer altkatholischer Bischof
- Nieuwenhuis, Joris (* 1996), niederländischer Radrennfahrer
- Nieuwenhuis, Peter (* 1951), niederländischer Radrennfahrer
- Nieuwenhuizen, Anneloes (* 1963), niederländische Hockeyspielerin
- Nieuwenhuizen, Berdien (* 1962), niederländische Künstlerin
- Nieuwenhuizen, Cora van (* 1963), niederländische Politikerin (VVD), MdEP
- Nieuwenhuizen, Gualtherus Michael van († 1797), alt-katholischer Erzbischof von Utrecht
- Nieuwenhuizen, Kees van (1884–1981), niederländischer Fußballspieler
- Nieuwenhuizen, Peter van (* 1938), niederländischer Physiker
- Nieuwenhuys, Adrien (* 1877), belgischer Diplomat
- Nieuwenhuys, Berry (1911–1984), südafrikanischer Fußballspieler
- Nieuwenhuys, Jan (1922–1986), niederländischer Maler und Mitbegründer der Künstlervereinigung CoBrA
- Nieuwentijt, Bernard (1654–1718), niederländischer Philosoph und Mathematiker
- Nieuwenweg, Anouk (* 1996), niederländische Handballspielerin
- Nieuwerf, Peter (1938–2015), niederländischer Easy Listening- und Jazzgitarrist
- Nieuwerkerke, Alfred Émilien de (1811–1892), französischer Bildhauer und Politiker
- Nieuwkamp, Henk (* 1942), niederländischer Radrennfahrer
- Nieuwkoop, Bart (* 1996), niederländischer Fußballspieler
- Nieuwkoop, Hans van (* 1948), niederländischer Organist, Musikwissenschaftler und Musikpädagoge
- Nieuwland, Herwig van (* 1952), deutscher Verwaltungsjurist und Richter
- Nieuwland, Julius Arthur (1878–1936), US-amerikanischer Chemiker, Botaniker und katholischer Geistlicher
- Nieuwland, Nicolaas van (1510–1580), niederländischer römisch-katholischer Bischof von Haarlem
- Nieuwland, Pieter (1764–1794), holländischer Dichter, Mathematiker und Naturkundler
- Nieuwland, Sandra van (* 1977), niederländische Popsängerin